# 池田英俊
池田 英俊（いけだ ひでとし、1937年〈昭和12年〉5月13日 - 2023年〈令和5年〉1月16日）は、福岡県福岡市出身のプロ野球選手（投手）・コーチ、解説者。

## 経歴

### プロ入り前
進学校・福岡高校では当初遊撃手であったが、1年次の1953年秋から投手に転向。2年次の1954年には夏の甲子園県予選で準決勝に進み、小倉高の畑隆幸と投げ合うが0-1で惜敗。その後も県予選で敗れ、甲子園出場はならなかった。
高校卒業後は西鉄の誘いを断り、1956年に兄が講師をしていた明治大学へ進学。1年次の同年秋季リーグから投手陣の主軸となり、東京六大学野球リーグでは優勝に届かなかったが、2年次の1957年秋季に7勝を記録。長嶋茂雄らのいた立大には及ばぬも2位躍進に貢献したが、冬休みのランニング中に肉離れを起こす。腰痛にも苦しんだため、4年次の1959年にはほとんど登板が無かった。リーグ通算60試合登板、15勝15敗、防御率2.10、170奪三振を記録。大学同期に捕手の佐々木勲がいる。
大学卒業後の1960年に福岡へ帰郷して八幡製鐵に入社し、同年の産業対抗に日本鋼管の補強選手として出場。決勝では日本石油を相手に先発し、高校時代からのライバルで、富士製鐵室蘭から補強された稲川誠との継投で優勝を飾り、最高殊勲選手に選出された。
1961年の都市対抗でも日炭高松の補強選手として出場し、1回戦で富士鐵室蘭の稲川と投げ合うが0-1で惜敗。

### 現役時代
1962年に広島カープへ入団。学生時代に郷里へ帰った時、畑とよく中洲へ飲みに出かけていたが、その時に知り合った西原恭治に呼び出されて「広島へ来てみると白石さんらがいて入らんか」と口説かれた。当時の池田はカープのことを何も知らなかったために返事のしようがなかったが、西原から「明日試合があるから見て帰れよ」と言われ、帰り際に「税込みがいいか、税抜きがいいか」と聞かれた池田は何げなく「税抜きがいい」と言って入団が決まっていた。1年目の同年は「中継ぎタイプで4、5勝できれば」との周囲の評価をよそに57試合に登板し、規定投球回にも達して16勝、防御率2.44（リーグ12位）を記録。新人王争いでは24勝12敗の城之内邦雄にタイトルを譲ったが、備前喜夫・鵜狩道夫・河村英文らベテランが出足で躓いた非常事態に、新人とは思われぬピッチングで大車輪の活躍を見せた。4月14日の国鉄スワローズ戦（広島市民球場）では無四球4安打完封で初勝利し、先発完投型のローテーション入りを果たす。読売ジャイアンツ（巨人）のON砲相手に臆せずして頭脳をフル回転し、外角低めのストレートで圧巻の三振に仕留めた。後々には巨人戦に限っては苦手意識に陥り、ローテーションを飛ばされるようになるが、広島で池田の次にこの記録を達成した新人投手は58年後の2020年、明大の後輩である森下暢仁であった。57試合の登板は2020年シーズン終了現在、ルーキーによる登板数の球団記録である。また防御率は2.44を記録したが、広島の新人投手が規定投球回数に到達した上で防御率2.50未満でシーズンを終了した例は2020年終了時点で池田と明大の後輩である野村祐輔（2012年・防御率1.98）、森下（2020年・防御率1.91）の3人のみである。緻密な制球力と投球術、縦に割れるカーブを武器に、2年目の1963年には9完封を含むチーム最多の21勝を挙げ、防御率2.57（リーグ5位）を記録してエース格となる。国鉄戦には7勝2敗と滅法強く、エースの大石清と投手陣の勝ち星を競った。大石と共に1960年代のカープ投手陣を支え、入団5年間で2桁勝利の81勝も挙げたが、1965年の終盤には肘痛に苦しむ。
1962年5月13日の国鉄戦（広島市民球場）で4回に徳武定之、1965年6月16日の大洋ホエールズ戦（広島市民球場）の3回に近藤和彦に安打を打たれて1安打試合を2度記録。
1963年10月23日の国鉄戦（広島市民球場）では最終回2死二塁で左翼への当たり損ねがポテンと落ちて安打になり、完封を逸すが、最多完封を狙っていた池田は9個で伊藤芳明と並んでいたため、後に「レフトが取っててくれれば念願成就だったんですがね。悔しい思い出です」と振り返っている。
1966年には開幕から連続完封勝利を記録して5年連続2桁勝利を達成し、安定した投球でローテーションの中心であった。
1967年の開幕直後に東洋工業グラウンドで二軍の選手と共に調整中に打撃投手が足りないと聞いて買って出る。しばらくして、外野ノックを受けていた衣笠祥雄の送球がそれて右手首に当たり、その影響で成績が極端に低下。思うようにボールが投げられない状態になり、胃痛で内臓も弱くなり、米飯一杯がやっとであった。投球練習もままならないほど筋力も衰え、力一杯に投げてもボールの回転が思うようにいかず、右手首にボールを受けた開幕直後の怪我は投手生命を奪うものであった。池田は常々「僕の目標は100勝」と口にしていたが、1967年以後の3年間で僅か2勝であった。
1968年からは投手コーチも兼任し、最終登板となった1969年9月7日の大洋戦（宮城球場）は2-8で敗戦している。同年引退。

### 現役引退後
引退後は広島で二軍投手コーチ（1970年, 1973年）・一軍投手コーチ（1971年 - 1972年, 1974年）、大洋一軍投手コーチ（1980年 - 1984年）、中日で一軍投手コーチ（1987年 - 1990年）→中京地区担当スカウト（1991年 - 1996年）を歴任し、コーチ業の合間を縫って中国放送「RCCビバナイター」解説者（1975年 - 1979年, 1985年 - 1986年）も務めた。
大洋コーチは明大の先輩である土井淳監督の招聘で就任し、在任中は横浜のマンションに単身赴任していた。試合中はブルペン担当として投手の調整役を務め、先発の斉藤明夫と抑えの遠藤一彦の役割を交換して二人を蘇らせた。中日コーチは明大の後輩にあたる星野仙一監督の懇請で就任するが、星野は倉敷商時代、監督から広島所属時の池田の投球フォーム分解写真を「このフォームこそ、君が学んでよいものだ」の一言と共に渡されたことがきっかけで、｢投手のことならこの人しかいない」と池田に憧れにも似た尊敬の念を持っていた。複数球団の投手コーチを比較的長期間務めたことからも窺えるように投手コーチとしての能力は高く評価されていたようで、中日コーチ就任時には星野をして「投手出身の自分が、それでも安心して任せられる人」と言わしめている。一方の池田は星野を「決断力があり、後輩ながら素晴らしい監督」と評しており、実際に1988年のリーグ優勝に貢献。今中慎二のフォロースルーなどを指導して、ストレートの伸びや変化球のキレが改善させた。また、山本昌も指導している。中日コーチ時代の映像としては、1988年に起きた古巣・広島との乱闘騒ぎで長嶋清幸が岩本好広に飛び蹴りを食らわす等、一方的に蹴りを受ける岩本に池田が駆け寄るものなど、乱闘シーン時のものが多く残っている。
1991年からは中日の東海地区担当スカウトを務めた。これは打者担当スカウトの新宅洋志に代わって就任したもので、同年には愛工大名電の鈴木一朗（後のイチロー）を担当。池田は当時、投手であったイチローについて「体が出来上がっていないし、プロ野球の投手としてはちょっと物足りない」と評価していた一方、打者としてはイチローを高く評価し、中日球団に対し「1位候補の外野手」とする報告書を複数回にわたり提出していた。しかし球団側のイチローに対する評価は低く、同年のドラフト会議を前にチーム事情から「左打ちの外野手は不要」と判断された。池田はその後も関西地区担当スカウトの中田宗男を同行させてともにイチローの視察に行ったり、「（イチローは）3年たてば大型遊撃手になれる」と訴えたりしたが、最終的にイチローは意中の球団だった中日からは指名されず、オリックス・ブルーウェーブから4位で単独指名された。イチローは2004年（当時はMLBのシアトル・マリナーズに所属）に日米通算2000安打を達成したが、池田はその際に『毎日新聞』の記者からの取材に対し「（イチローの活躍は）うれしかった。自分の目に間違いはなかった」と回顧している。
中日退団後の1997年は1年間の充電期間とし、1998年から2005年まで広島工業大学の広報課に勤務していた 。
2023年1月16日死去。85歳没。

## 詳細情報

### 年度別投手成績
| 年 度    | 球 団    | 登 板 | 先 発 | 完 投 | 完 封 | 無 四 球 | 勝 利 | 敗 戦 | セ 丨 ブ | ホ 丨 ル ド | 勝 率 | 打 者 | 投 球 回 | 被 安 打 | 被 本 塁 打 | 与 四 球 | 敬 遠 | 与 死 球 | 奪 三 振 | 暴 投 | ボ 丨 ク | 失 点 | 自 責 点 | 防 御 率 | W H I P |
| -------- | -------- | ----- | ----- | ----- | ----- | -------- | ----- | ----- | -------- | ----------- | ----- | ----- | -------- | -------- | ----------- | -------- | ----- | -------- | -------- | ----- | -------- | ----- | -------- | -------- | ------- |
| 1962     | 広島     | 57    | 27    | 12    | 6     | 3        | 16    | 16    | --       | --          | .500  | 939   | 236.0    | 197      | 12          | 63       | 1     | 3        | 152      | 4     | 0        | 73    | 64       | 2.44     | 1.10    |
| 1963     | 広島     | 45    | 38    | 20    | 9     | 1        | 21    | 13    | --       | --          | .618  | 1136  | 286.2    | 246      | 20          | 73       | 8     | 3        | 132      | 0     | 0        | 96    | 82       | 2.57     | 1.11    |
| 1964     | 広島     | 36    | 30    | 11    | 2     | 3        | 15    | 12    | --       | --          | .556  | 863   | 221.0    | 184      | 27          | 45       | 3     | 1        | 89       | 0     | 0        | 78    | 76       | 3.10     | 1.04    |
| 1965     | 広島     | 38    | 31    | 9     | 3     | 1        | 13    | 17    | --       | --          | .433  | 801   | 197.0    | 171      | 26          | 48       | 4     | 3        | 130      | 2     | 0        | 78    | 69       | 3.15     | 1.11    |
| 1966     | 広島     | 42    | 34    | 17    | 6     | 4        | 16    | 12    | --       | --          | .571  | 969   | 244.0    | 203      | 20          | 54       | 4     | 4        | 126      | 0     | 0        | 82    | 75       | 2.77     | 1.05    |
| 1967     | 広島     | 9     | 9     | 1     | 1     | 0        | 1     | 5     | --       | --          | .167  | 225   | 57.2     | 45       | 4           | 14       | 1     | 2        | 38       | 0     | 0        | 18    | 18       | 2.79     | 1.02    |
| 1968     | 広島     | 11    | 3     | 0     | 0     | 0        | 1     | 5     | --       | --          | .167  | 164   | 37.2     | 46       | 4           | 6        | 1     | 1        | 23       | 2     | 0        | 21    | 20       | 4.74     | 1.38    |
| 1969     | 広島     | 13    | 0     | 0     | 0     | 0        | 0     | 2     | --       | --          | .000  | 77    | 20.0     | 17       | 1           | 3        | 0     | 1        | 14       | 0     | 0        | 5     | 5        | 2.25     | 1.00    |
| 通算:8年 | 通算:8年 | 251   | 172   | 70    | 27    | 12       | 83    | 82    | --       | --          | .503  | 5174  | 1300.0   | 1109     | 114         | 306      | 22    | 18       | 704      | 8     | 0        | 451   | 409      | 2.83     | 1.09    |

- 各年度の太字はリーグ最高

### 記録
- 初登板：1962年4月8日、対中日ドラゴンズ2回戦（中日球場）、7回裏から2番手で救援登板・完了、2回無失点
- 初先発・初勝利・初完投・初完封：1962年4月14日、対国鉄スワローズ1回戦（広島市民球場）
- 初本塁打：1962年9月2日、対大洋ホエールズ24回戦（川崎球場）、2回表に権藤正利からソロ

### 背番号
- 11 （1962年 - 1969年）
- 61 （1970年 - 1974年）
- 70 （1980年 - 1984年）
- 65 （1987年 - 1989年）[25]
- 79 （1990年）[26]